# Christoph Nienhaus
Christoph Nienhaus, né le 4 juin 1986 à Aix-la-Chapelle, est un handballeur allemand. Il évolue au poste d'arrière gauche.

## Carrière
Dans sa jeunesse, Christoph Nienhaus joue au HC Eynatten, club assez réputé en Belgique. Avec ce club, il évolue dans les sections jeunes, où il se fait suffisamment remarquer pour intégrer la sélection de la Ligue francophone de handball. Il accède alors à l'équipe première et participe à des compétitions européennes.
En 2008, Christoph Nienhaus signe avec le club bavarois du HC Erlangen, alors en 2. Bundesliga Süd, et devient ainsi professionnel. Il contribue à la montée en puissance du club qui accède à la Bundesliga en 2013. Il quitte le club en 2016.